# Jürgen Glaser
Jürgen Glaser (* 1965) ist ein deutscher Psychologe und Professor für Angewandte Psychologie an der Leopold-Franzens-Universität Innsbruck mit dem Schwerpunkt Arbeits- und Organisationspsychologie.

## Leben
Jürgen Glaser besuchte von 1975 bis 1984 das Mathematisch-Naturwissenschaftliches Gymnasium in Laupheim, Baden-Württemberg.
1990 schloss Glaser sein Diplomstudium in Psychologie an der Universität Konstanz ab und war dort nach seiner Tätigkeit als Psychologe im Psychiatrischen Landeskrankenhaus als Landesgraduiertenstipendiat beschäftigt.  1992 absolvierte er erfolgreich eine Ausbildung in klientenzentrierter Gesprächsführung an der Albert-Ludwigs-Universität Freiburg. 1997 promovierte er an der Fakultät für Sozial- und Wirtschaftswissenschaften der Technischen Universität München. 2004 habilitierte er an der LMU München im Fach Psychologie.
Ab 2009 leitete Glaser Forschungs- und Entwicklungsprojekte am Institut für Arbeitsmedizin des LMU Klinikums und übernahm 2011 die Vertretungsprofessur für Arbeits- und Gesundheitspsychologie an der Universität Konstanz.
2010 wurde Glaser vom deutschen Bundesministerium für Arbeit und Soziales als Leiter eines Expertenkreises der Initiative Neue Qualität der Arbeit (INQA) bestellt.
Seit Oktober 2012 ist Glaser Universitätsprofessor für Angewandte Psychologie mit dem Schwerpunkt Arbeits- und Organisationspsychologie an der Leopold-Franzens-Universität Innsbruck. Von 2017 bis 2021 leitete er dort das Institut für Psychologie.
Jürgen Glaser gründete gemeinsam mit Cornelia Strecker, Christian Seubert, Renate Glaser und der Uni-Holding der Universität Innsbruck das Unternehmen Humane Arbeit, das arbeitspsychologische Beratung und Coachings zur Förderung gesunder Arbeitsbedingungen anbietet.
Glaser ist verheiratet und hat eine Tochter.

## Arbeits- und Forschungsschwerpunkte
Jürgen Glaser beschäftigt sich seit mehr als drei Jahrzehnten mit den Themen Arbeit und Gesundheit. Dabei hat er Verfahren zur psychologischen Analyse von Arbeitsprozessen entwickelt, die auf Beobachtungen und Befragungen basieren. Er entwickelte und evaluierte Interventionen zur Verbesserung von Arbeitsbedingungen und Interaktionsqualität in Unternehmen, insbesondere im Gesundheitswesen bei Pflegenden und Ärzten in Krankenhäusern, Pflegeheimen und Pflegediensten. Er beschäftigt sich neben Gefährdungsbeurteilungen, psychischem Stress und Burnout auch mit der Förderung von Kreativität und Führung in der Industrie, in Dienstleistungsbetrieben und Behörden.

## Publikationen (Auswahl)
- 1997: Aufgabenanalysen in der Krankenpflege. Eine psychologische Analyse und Bewertung pflegerischer Aufgaben, Waxmann, Münster 1997, ISBN 3-89325-510-9.
- 2000: Ambulante Pflege: Arbeitsorganisation, Anforderungen und Belastungen – eine Pilotstudie mit Erfahrungsberichten, gemeinsam mit André Büssing, Björn Giesenbauer und Thomas Höge, Wirtschaftsverlag NW, Bremerhaven 2000, ISBN 3-89701-595-1.
- 2002: Screening psychischer Belastungen in der stationären Krankenpflege (Belastungsscreening TAA-KH-S) – Manual und Materialien, gemeinsam mit André Büssing und Thomas Höge, Wirtschaftsverlag NW, Bremerhaven 2002, ISBN 3-89701-772-5.
- 2002: Screening psychischer Belastungen in der stationären Krankenpflege (Belastungsscreening TAA-KH-S) – Handbuch zur Erfassung und Bewertung psychischer Belastungen bei Beschäftigten im Pflegebereich, gemeinsam mit André Büssing und Thomas Höge, Wirtschaftsverlag NW, Bremerhaven 2002, ISBN 3-89701-774-1.
- 2002: Das Tätigkeits- und Arbeitsanalyseverfahren für das Krankenhaus – Selbstbeobachtungsversion (TAA-KH-S), gemeinsam mit André Büssing, Hogrefe, Göttingen 2002, ISBN 978-3-8017-0885-6.
- 2003: Dienstleistungsqualität und Qualität des Arbeitslebens im Krankenhaus, gemeinsam mit André Büssing (Hrsg.), Hogrefe, Göttingen 2003, ISBN 978-3-8017-1745-2.
- 2005: Probleme und Lösungen in der Pflege aus Sicht der Arbeits- und Gesundheitswissenschaften, gemeinsam mit Thomas Höge, Bundesanstalt für Arbeitsschutz und Arbeitsmedizin (BAuA), Dortmund 2005.
- 2005: Belastungsscreening in der ambulanten Pflege, gemeinsam mit André Büssing und Thomas Höge, Wirtschaftsverlag NW, Bremerhaven 2005, ISBN 3-86509-370-1.
- 2006: Das Belastungsscreening TAA – Ambulante Pflege: Manual und Materialien, gemeinsam mit André Büssing und Thomas Höge, Wirtschaftsverlag NW, Bremerhaven 2006, ISBN 3-86509-391-4.
- 2006: Arbeit in der Interaktion – Interaktion als Arbeit. Arbeitsorganisation und Interaktionsarbeit in der Dienstleistung, gemeinsam mit Fritz Böhle (Hrsg.), VS Verlag, Wiesbaden 2006, ISBN 978-3-531-15287-5.
- 2007: Indikatoren für die Humanressourcenförderung – Humankapital messen, fördern und wertschöpfend einsetzen, gemeinsam mit Severin Hornung und Monika Labes, Wirtschaftsverlag NW, Bremerhaven 2007, ISBN 978-3-86509-681-4.
- 2008: Kreativität und Gesundheit im Arbeitsprozess – Bedingungen für eine kreativitätsförderliche Arbeitsgestaltung im Wirtschaftsleben, gemeinsam mit Britta Herbig und Jennifer Gunkel, Bundesanstalt für Arbeitsschutz und Arbeitsmedizin (BAuA), Dortmund 2008, ISBN 978-3-88261-074-1.
- 2008: Arbeit in der stationären Altenpflege – Analyse und Förderung von Arbeitsbedingungen, Interaktion, Gesundheit und Qualität, gemeinsam mit Bettina Lampert und Matthias Weigl, Wirtschaftsverlag NW, Bremerhaven 2008, ISBN 978-3-86509-847-4.
- 2013: Kreativität und Gesundheit im Arbeitsprozess – Bestandsaufnahme, Intervention und Evaluation, gemeinsam mit Britta Herbig, Bundesanstalt für Arbeitsschutz und Arbeitsmedizin (BAuA), Berlin 2013.
- 2013: Arbeits- und Gesundheitsschutz in Einrichtungen der teilstationären Pflege, gemeinsam mit Winfried Hacker, Isabel Herms und Nicole Stab, Bundesanstalt für Arbeitsschutz und Arbeitsmedizin (BAuA), Berlin 2013.
- 2014: Arbeiten und gesund bleiben. K.O. durch den Job oder fit im Beruf, gemeinsam mit Harald Gündel und Peter Angerer, Springer Spektrum, Berlin 2014, ISBN 978-3-642-55302-8.
- 2014: Psychische und psychosomatische Gesundheit in der Arbeit. Wissenschaft, Erfahrungen, Lösungen aus Arbeitsmedizin, Arbeitspsychologie und Psychosomatischer Medizin, gemeinsam mit Peter Angerer, Harald Gündel, Peter Henningsen, Claas Lahmann, Stephan Letzel und Dennis Nowak (Hrsg.), Ecomed, Landsberg 2014, ISBN 978-3609100210.
- 2020: Das Tätigkeits- und Arbeitsanalyseverfahren (TAA) – Screening psychischer Belastungen in der Arbeit, gemeinsam mit Severin Hornung, Thomas Höge und Cornelia Strecker, innsbruck university press (iup), Innsbruck 2020, ISBN 978-3-99106-023-9.